# Open Parc Auvergne-Rhône-Alpes Lyon 2021 - Qualificazioni singolare
Le qualificazioni del singolare maschile del Open Parc Auvergne-Rhône-Alpes Lyon 2021 sono un torneo di tennis preliminare per accedere alla fase finale della manifestazione. I vincitori dell'ultimo turno sono entrati di diritto nel tabellone principale. In caso di ritiro di uno o più giocatori aventi diritto a questi sono subentrati i lucky loser, ossia i giocatori che hanno perso nell'ultimo turno ma che avevano una classifica più alta rispetto agli altri partecipanti che avevano comunque perso nel turno finale.

## Teste di serie
1. Lorenzo Musetti (accesso al tabellone principale)
2. Mikael Ymer (qualificato)
3. João Sousa (qualificato)
4. Grégoire Barrère (qualificato)

1. Arthur Rinderknech (ultimo turno, lucky loser)
2. Thiago Seyboth Wild (ultimo turno, lucky loser)
3. Kamil Majchrzak (qualificato)
4. Antoine Hoang (ultimo turno)

## Qualificati
1. Kamil Majchrzak
2. Mikael Ymer

1. João Sousa
2. Grégoire Barrère

### Lucky loser
1. Arthur Rinderknech

1. Thiago Seyboth Wild

## Tabellone

### Legenda
| - Q = Qualificato - WC = Wild card - LL = Lucky loser | - ALT = Alternate - SE = Special Exempt - PR = Protected Ranking | - w/o = Walkover - r = Ritirato - d = Squalificato |

### Sezione 1
|  | Primo turno | Primo turno          | Primo turno          | Primo turno | Primo turno |  |  | Ultimo turno | Ultimo turno         | Ultimo turno         | Ultimo turno | Ultimo turno |  |
|  |             |                      |                      |             |             |  |  |              |                      |                      |              |              |  |
|  | Alt         | Peter Polansky       | Peter Polansky       | 3           | 4           |  |  |              |                      |                      |              |              |  |
|  |             | Alessandro Giannessi | Alessandro Giannessi | 6           | 6           |  |  |              | Alessandro Giannessi | Alessandro Giannessi | 4            | 3            |  |
|  |             | Liam Broady          | 6                    | 62          | 4           |  |  | 7            | Kamil Majchrzak      | Kamil Majchrzak      | 6            | 6            |  |
|  | 7           | Kamil Majchrzak      | 4                    | 7           | 6           |  |  |              |                      |                      |              |              |  |

### Sezione 2
|  | Primo turno | Primo turno         | Primo turno         | Primo turno | Primo turno |  |  | Ultimo turno | Ultimo turno        | Ultimo turno | Ultimo turno | Ultimo turno |  |
|  |             |                     |                     |             |             |  |  |              |                     |              |              |              |  |
|  | 2           | Mikael Ymer         | 6                   | 1           | 6           |  |  |              |                     |              |              |              |  |
|  |             | Martin Kližan       | 3                   | 6           | 4           |  |  | 2            | Mikael Ymer         | 6            | 4            | 6            |  |
|  | WC          | Kyrian Jacquet      | Kyrian Jacquet      | 1           | 4           |  |  | 6            | Thiago Seyboth Wild | 4            | 6            | 1            |  |
|  | 6           | Thiago Seyboth Wild | Thiago Seyboth Wild | 6           | 6           |  |  |              |                     |              |              |              |  |

### Sezione 3
|  | Primo turno | Primo turno        | Primo turno     | Primo turno | Primo turno |  |  | Ultimo turno | Ultimo turno       | Ultimo turno | Ultimo turno | Ultimo turno |  |
|  |             |                    |                 |             |             |  |  |              |                    |              |              |              |  |
|  | 3           | João Sousa         | João Sousa      | 6           | 6           |  |  |              |                    |              |              |              |  |
|  | Alt         | Roberto Marcora    | Roberto Marcora | 3           | 4           |  |  | 3            | João Sousa         | 6            | 3            | 6            |  |
|  | Alt         | Kimmer Coppejans   | 5               | 6           | 62          |  |  | 5            | Arthur Rinderknech | 4            | 6            | 3            |  |
|  | 5           | Arthur Rinderknech | 7               | 3           | 7           |  |  |              |                    |              |              |              |  |

### Sezione 4
|  | Primo turno | Primo turno      | Primo turno      | Primo turno | Primo turno |  |  | Ultimo turno | Ultimo turno     | Ultimo turno | Ultimo turno | Ultimo turno |  |
|  |             |                  |                  |             |             |  |  |              |                  |              |              |              |  |
|  | 4           | Grégoire Barrère | Grégoire Barrère | 6           | 6           |  |  |              |                  |              |              |              |  |
|  |             | Evgenij Donskoj  | Evgenij Donskoj  | 2           | 3           |  |  | 4            | Grégoire Barrère | 6            | 65           | 6            |  |
|  |             | Gō Soeda         | Gō Soeda         | 1           | 1           |  |  | 8            | Antoine Hoang    | 3            | 7            | 1            |  |
|  | 8           | Antoine Hoang    | Antoine Hoang    | 6           | 6           |  |  |              |                  |              |              |              |  |